# Brighten the Corners
Brighten the Corners ist das vierte Studioalbum der US-amerikanischen Rockband Pavement und erschien am 11. Februar 1997.

## Hintergrund
Das vorletzte Album von Pavement wurde im Juli 1996 in einem Studio in North Carolina eingespielt. Abgemischt und co-produziert wurde es von Mitch Easter, welcher unter anderem für die Produktion der ersten beiden Studioalben Murmur (1983) und Reckoning (1984) von R.E.M. verantwortlich zeichnete.
Zum Zeitpunkt der Aufnahmen lebten die fünf Bandmitglieder bereits in verschiedenen Städten, Scott Kannberg und Steve West waren zudem verheiratet. Zwei Jahre nach Veröffentlichung des Albums löste sich Pavement auf.
Nach dem polarisierenden und experimentierfreudigen Wowee Zowee kehrte Pavement mit Brighten the Corners zu einem zugänglichen und pop-orientierten Indie-Rock zurück, wobei die Herkunft der Band aus dem Lo-Fi-Genre nach wie vor zum Ausdruck kam. Die beiden Singles Shady Lane und Stereo konnten sich erfolgreich in den britischen Charts platzieren. Bei dem Musikvideo zu Shady Lane führte Spike Jonze Regie.
Der Titel spielt auf das Kirchenlied Brighten the Corner Where You Are und das Album Brighten the Corner (1967) von Ella Fitzgerald an.
Brighten the Corners wurde in den USA von Matador Records und in Europa von Domino Records veröffentlicht. Den Vertrieb in Deutschland übernahm Rough Trade Records.

## Titelliste
Alle Songs bis auf Date w/ Ikea und Passat Dream stammen aus der Feder von Stephen Malkmus.
1. Stereo – 3:08
2. Shady Lane / J Vs. S – 3:51
3. Transport Is Arranged – 3:52
4. Date w/ Ikea (Scott Kannberg) – 2:39
5. Old to Begin – 3:23
6. Type Slowly – 5:20
7. Embassy Row – 3:52
8. Blue Hawaiian – 3:34
9. We Are Underused – 4:13
10. Passat Dream (Kannberg) – 3:52
11. Starlings of the Slipstream – 3:08
12. Fin – 5:25

## Rezeption
Brighten the Corners wurde mehrheitlich positiv bewertet. Gelobt wurden die kreative Weiterentwicklung der Band und die Kohärenz der Songs. Besonders herausgehoben wurden die Singles Stereo und Shady Lane.

„Mittlerweile sind wir im Jahr 1997 angelangt. Bei „Brighten The Corners“, auch bekannt als Das-Album-nach-„Wowee Zowee“. Dieses heute vielleicht meistgeliebte Pavement-Album war damals von vielen verschmäht worden, die diese wunderbarste und mustergültigste aller 90er-Bands mit den Hits „Cut Your Hair“ und „Range Life“ entdeckt hatten. Zu uneben, zu eklektisch und verschroben war ihnen dieses irrsinnige Werk gewesen. Das helle, fokussierte „Brighten The Corners“ wurde danach als Rückkehr gefeiert.
Die beiden Singles „Stereo“ und „Shady Lane“ eröffnen furios, „Transport Is Arranged“ gibt sich mit Byrds-Jangle und Mellotron mild psychedelisch, Scott Kannberg alias Spiral Stairs hat mit „Date w/ Ikea“ und „Passat Dream“ seine besten Pop-Songs geschrieben, und Stephen Malkmus- wieder mal auf der Höhe seiner Kunst- schlägt mit „Embassy Row“ zickig zurück, wendet sich den großen Themen wie Liebe („A voice coach taught me to sing/ He couldn’t teach me to love“), Alter („Embrace the senile genius/ Watch her reinvent the wheel“) und Tod („I want to grow old/ Dying does not meet my expectations“) zu und weist in „Fin“ zwischen Neil Young und Pink Floyd den Weg zum nächsten Album „Terror Twilight“.“

Das Magazin New Musical Express wählte Brighten the Corners auf Platz 228 der 500 besten Alben aller Zeiten.

## Nicene Creedence Edition
Im Dezember 2008 veröffentlichten Matador und Domino Records eine erweiterte Neuauflage von Brighten the Corners auf zwei CDs. Im Juni 2009 folgte eine Version auf vier LPs. Die Nicene Creedence Edition ist nach Luxe & Reduxe (2002), LA’s Desert Origins (2004) und Sordid Sentinels Edition (2006) die vierte Neuveröffentlichung eines Pavement-Albums mit Bonusmaterial. Neben dem Studioalbum enthält sie mehrere B-Seiten, Outtakes und zahlreiche Liveaufnahmen, darunter Mitschnitte aus der Radiosendung von John Peel sowie Coverversionen von Songs der Bands Faust, Echo & the Bunnymen, The Clean und The Fall.
Die Nicene Creedence Edition wurde sehr positiv beurteilt und erreichte auf der Website Metacritic einen Metascore von 92 von 100 möglichen Punkten.
Disc 1
1. Stereo – 3:08
2. Shady Lane / J Vs. S – 3:51
3. Transport Is Arranged – 3:52
4. Date w/ Ikea (Scott Kannberg) – 2:39
5. Old to Begin – 3:23
6. Type Slowly – 5:20
7. Embassy Row – 3:52
8. Blue Hawaiian – 3:34
9. We Are Underused – 4:13
10. Passat Dream (Kannberg) – 3:52
11. Starlings of the Slipstream – 3:08
12. Fin – 5:25
Brighten the Corners Outtakes
13. And Then (The Hexx) – 7:02
14. Beautiful as a Butterfly – 3:38
15. Cataracts – 4:16
Stereo (B-Seiten)
16. Westie Can Drum – 4:11
17. Winner of the (Kannberg) – 2:49
18. Birds in the Majic Industry – 3:56
Spit on a Stranger (B-Seiten)
19. Harness Your Hopes – 3:27
20. Roll with the Wind – 3:19
Disc 2
Shady Line (B-Seiten)
1. Slowly Typed – 2:53
2. Cherry Area – 1:35
3. Wanna Mess You Around – 1:26
4. No Tan Lines – 3:09
BBC Radio One Evening Session, 15. Januar 1997
5. And Then (The Hexx) – 5:08
6. Harness Your Hopes – 2:42
7. The Killing Moon (Will Sergeant, Ian McCulloch, Les Pattinson, Pete de Freitas) – 5:17
8. Winner of The (Kannberg) – 2:50
Brighten the Corners Outtakes
9. Embassy Row Psych Intro – 1:06
10. Nigel – 3:45
11. Chevy (Old to Begin) – 3:49
12. Roll with the Wind (Roxy) – 3:22
God Save The Clean: A Tribute to the Clean
13. Oddity (David Kilgour, Hamish Kilgour, Robert Scott) – 2:59
Tibetan Freedom Concert
14. Type Slowly (Live) – 6:48
KCRW Morning Becomes Eclectic, 25. Februar 1997
15. Neil Haggerty Meets Jon Spencer in a Non-Alcoholic Bar – 2:37
16. Destroy Mater Dei – 1:42
17. It’s A Rainy Day Sunshine Girl (Rudolf Sosna) – 2:57
18. Maybe Maybe (Malkmus, Kannberg) – 2:02
BBC Radio One John Peel Live Session, 21. August 1997
19. Date w/ Ikea (Kannberg) – 2:35
20. Fin – 5:10
21. Grave Architecture – 4:10
22. The Classical (Mark E. Smith, The Fall) – 3:27
WFNX Studios, 12. Februar 1997
23. Space Ghost Theme I – 1:43
24. Space Ghost Theme II – 2:51